# Ҟә
Ҟә – dwuznak cyrylicy wykorzystywany w zapisie języka abchaskiego. Oznacza dźwięk [qʼʷ], czyli labializowaną spółgłoskę zwartą ejektywną języczkową.

## Kodowanie
| Forma     | Wygląd | Części składowe | Części składowe |
| --------- | ------ | --------------- | --------------- |
| majuskuła | Ҟә     | U+049E Ҟ        | U+04D9 ә        |
| minuskuła | ҟә     | U+049F ҟ        | U+04D9 ә        |